# Markt Piesting
Markt Piesting is een gemeente in de Oostenrijkse deelstaat Neder-Oostenrijk, gelegen in het district Wiener Neustadt-Land (WB). De gemeente heeft ongeveer 2700 inwoners.

## Geografie
Markt Piesting heeft een oppervlakte van 18,17 km². Het ligt in het oosten van het land, ten zuiden van de hoofdstad Wenen.

## Galerij

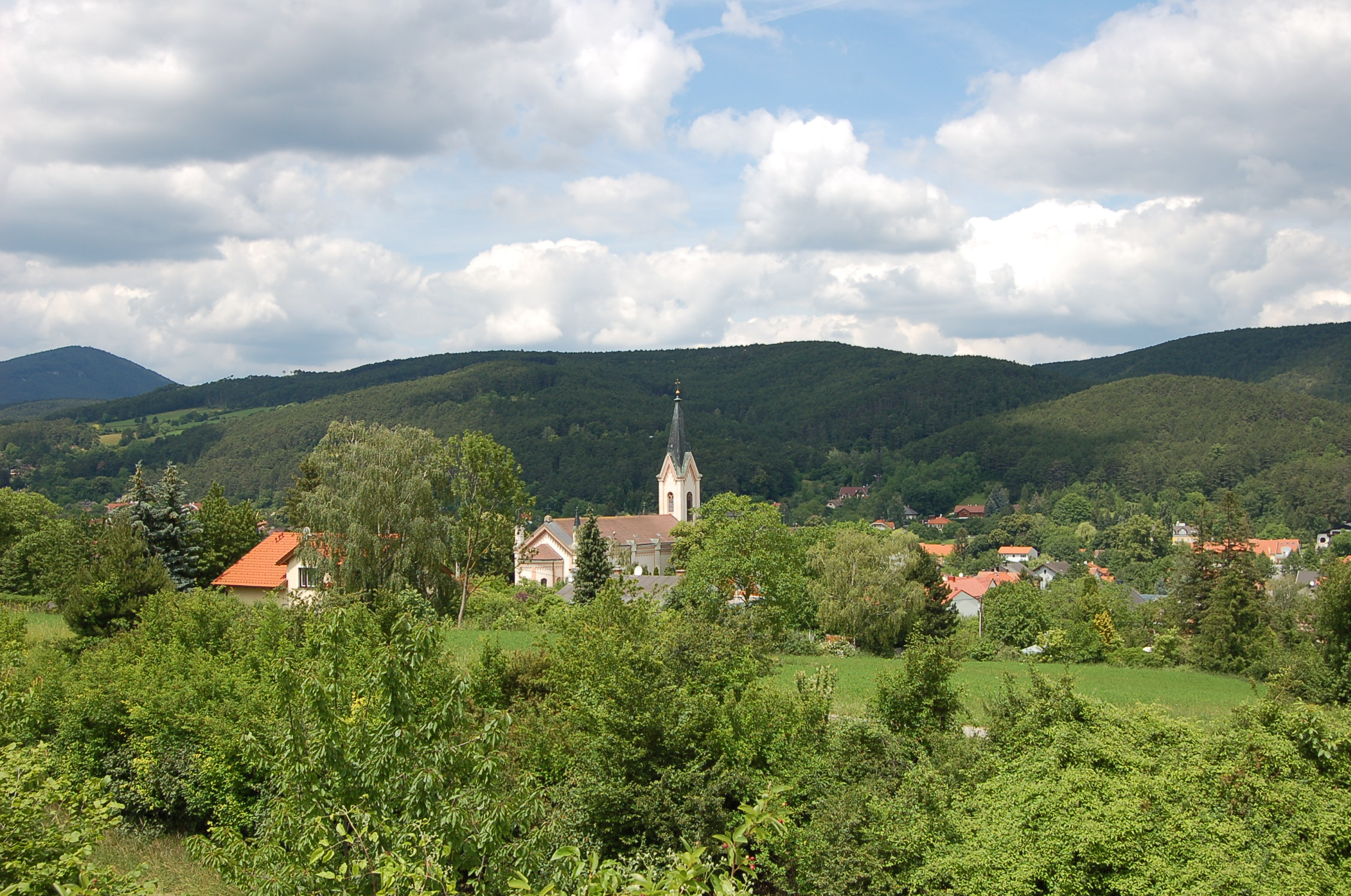
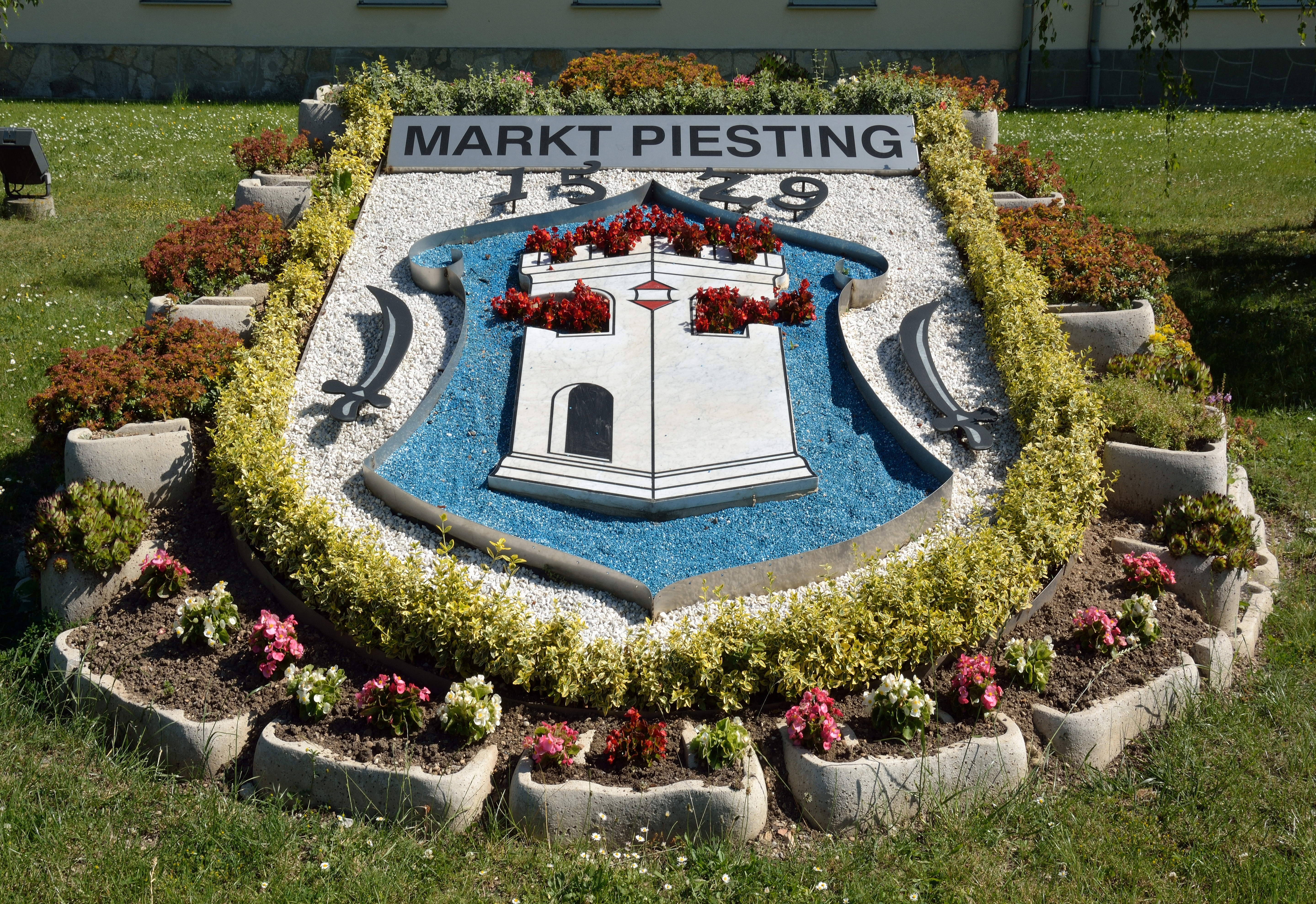
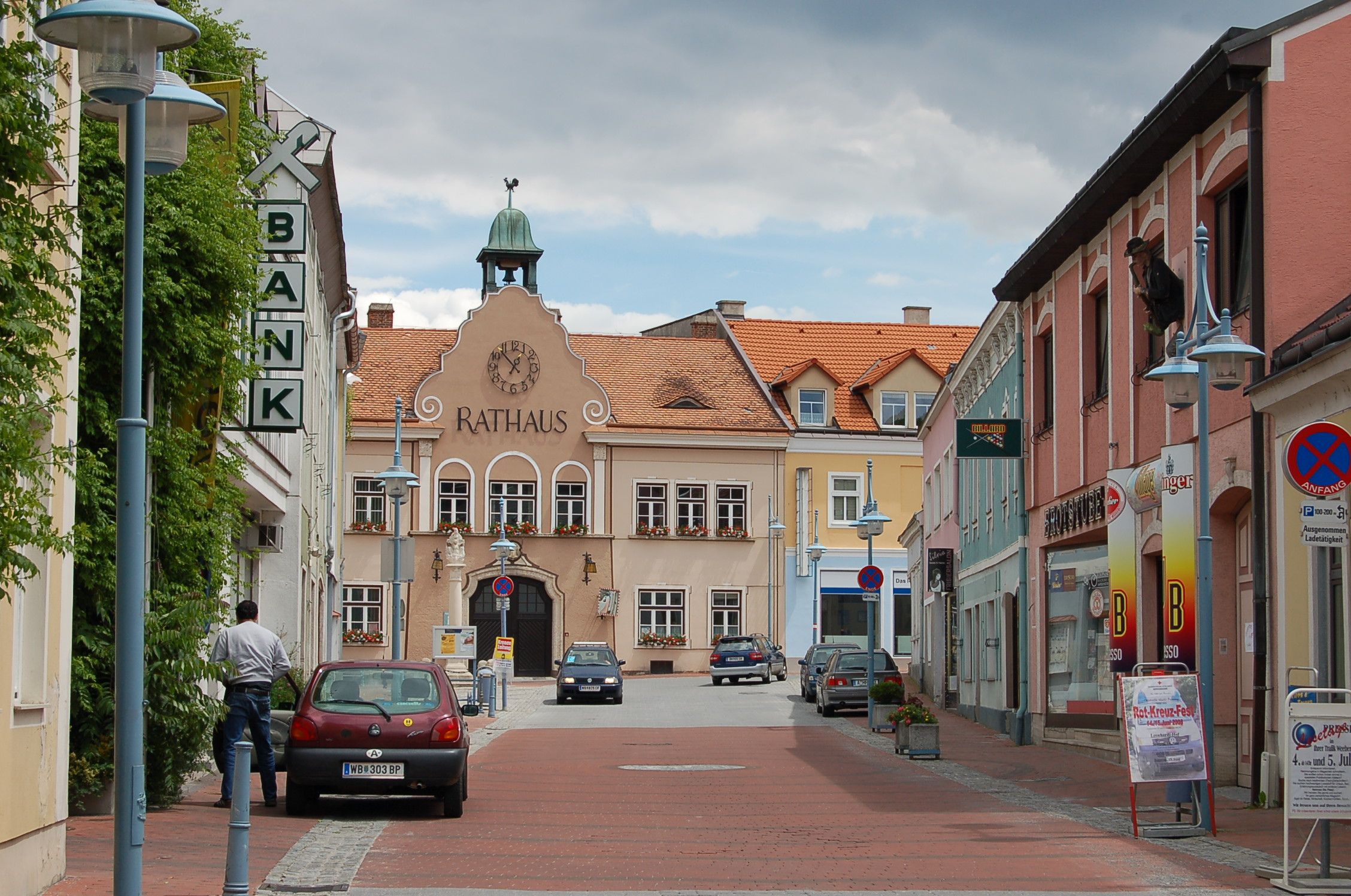
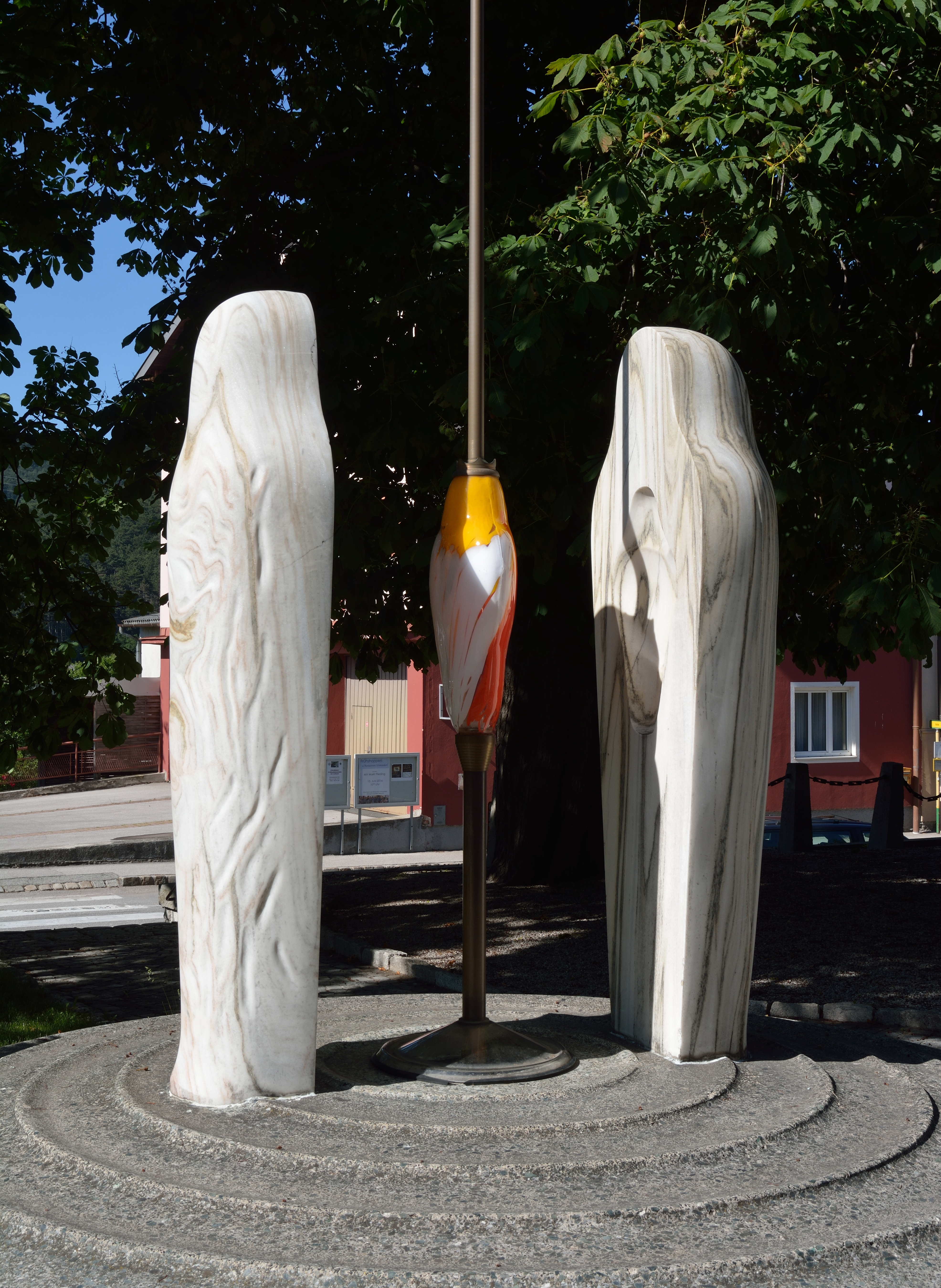

Bad Erlach · Bad Fischau-Brunn · Bad Schönau · Bromberg · Ebenfurth · Eggendorf · Felixdorf · Gutenstein · Hochneukirchen-Gschaidt · Hochwolkersdorf · Hohe Wand · Hollenthon · Katzelsdorf · Kirchschlag in der Buckligen Welt · Krumbach · Lanzenkirchen · Lichtenegg · Lichtenwörth · Markt Piesting · Matzendorf-Hölles · Miesenbach · Muggendorf · Pernitz · Rohr im Gebirge · Schwarzenbach · Sollenau · Theresienfeld · Waidmannsfeld · Waldegg · Walpersbach · Weikersdorf am Steinfelde · Wiesmath · Winzendorf-Muthmannsdorf · Wöllersdorf-Steinabrückl · Zillingdorf
- Gemeinsame Normdatei: 4100531-4
- Library of Congress Control Number: n80037166
- MusicBrainz: 3b3ad14d-e8c9-4a04-bc3a-3d87cb2e10a9
- Nationale Bibliotheek van Tsjechië: xx0188171
- Nationale Bibliotheek van Israël: 987007564331505171
- Virtual International Authority File: 150770332
- WorldCat: E39PBJpYtx9pjdGMXhdWm9Qcyd